# Kesarakoppa, Tarikere
Kesarakoppa là một làng thuộc tehsil Tarikere, huyện Chikmagalur, bang Karnataka, Ấn Độ.